# Państwo satelickie
Państwo satelickie (ang. satellite state) – państwo, które jest powszechnie uznawane na arenie międzynarodowej, jednakże w znacznym stopniu uzależnione od określonego mocarstwa, które uznaje formalnie niepodległość tego państwa.
W państwach satelickich publicznie akcentuje się przyjaźń i sojusz pomiędzy nimi. Mocarstwo pozwala rządowi swojego „satelity” na samodzielność, jednakże w poważniejszych sprawach może (nieoficjalnie) zażądać konsultacji z nim. Wojsko mocarstwa może swobodnie utrzymywać bazy na terenie takiego sojusznika w czasie pokoju. Ewentualna próba zerwania sojuszu grozi interwencją zbrojną mocarstwa.

## Przykłady państw satelickich
| Państwo satelickie                                                            | Zależne od             | Czas        |
| ----------------------------------------------------------------------------- | ---------------------- | ----------- |
| Księstwo Warszawskie                                                          | Francji                | 1807–1813   |
| Królestwo Polskie                                                             | Rosji                  | 1815–1832   |
| Chanat Chiwy                                                                  | Rosji                  | 1873–1917   |
| Litwa                                                                         | Cesarstwa Niemieckiego | 1918        |
| Chanat Buchary                                                                | Rosji                  | 1868–1917   |
| Mongolia                                                                      | ZSRR                   | 1924–1990   |
| Państwo Węgierskie                                                            | III Rzeszy             | 1944        |
| Rumunia                                                                       | III Rzeszy             | 1940–1944   |
| Francja Vichy                                                                 | III Rzeszy             | 1940–1942   |
| Państwa Układu Warszawskiego: - PRL - NRD - Czechosłowacja - Węgry - Bułgaria | ZSRR                   | 1944–1989   |
| Rumunia                                                                       | ZSRR                   | 1944–1965   |
| Korea Południowa                                                              | USA                    | 1950–1990   |
| Wietnam Południowy                                                            | USA                    | 1955–1973   |
| Afganistan                                                                    | ZSRR                   | 1979–1989   |
| Białoruś                                                                      | Rosji                  | XX–XXI wiek |